# Tüskésúszójúak
A tüskésúszójúak (Acanthopterygii) a sugarasúszójú halak (Actinopterygii) osztályának egyik öregrendje négy rendszertani csoporttal.